# Kalush Orchestra
«Kalush Orchestra» — український фолк-хіп-хоп гурт, заснований у 2021 році, виконує музичні композиції в стилі хіп-хоп українською мовою. Представляв Україну на пісенному конкурсі Євробачення 2022 і 15 травня 2022 року став переможцем цього конкурсу з піснею «Стефанія».

## Учасники
Станом на липень 2023 Kalush Orchestra — це музичний колектив із шести учасників:
- Олег Псюк (aka Псючий Син) — засновник і соліст
- Тимофій Музичук — мультиінструменталіст і вокаліст
- Олександр «Таб» Слободяник — вокаліст гурту, відомий також, як учасник гурту «Сальто назад»
- Віталій Дужик — мультиінструменталіст
- MC KYLYMAN (aka КИЛИММЕН) — віртуальний образ українського музиканта, під маскою якого може ховатися будь-яка людина. КИЛИММЕН перекладається як «Людина Килим»

### Колишні учасники
Андрій Гандзюк, він же МС Джонні Дивний залишив гурт у травні 2023 року, щоб продовжити сольну кар'єру.
Олександр Кондратюк — мультиінструменталіст.

## Історія

### Створення
Kalush Orchestra був створений у 2021 році як гурт із шести музикантів, а також як спін-офф проєкту «KALUSH», заснованого у 2019 році. Назва походить від міста Калуш — рідного міста Олега Псюка в Івано-Франківській області.

### Євробачення 2022

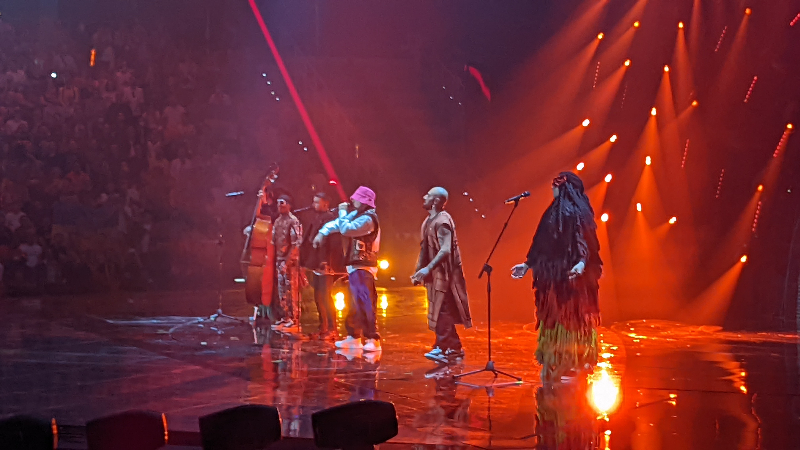
Виступ гурту у першому півфіналі «Євробачення-2022»

12 лютого 2022 року «Kalush Orchestra» змагався за право представляти Україну на Пісенному конкурсі Євробачення 2022 з піснею «Стефанія».
Відео на пісню «Стефанія» було знято в приміщення «Залізничного ринку» (коли супермаркет виїхав звідти і приміщення було повністю порожнім), який має загрозу знесення. Саме з цим відео гурт брав участь у «Національному відборі на Євробачення-2022». Також це відео було єдиним офіційним на пісню «Стефанія» доки гурт не здобув перемогу Євробаченні-2022. Режисерував його Сергій Чеботаренко, автор фільму «Пульс».
У фіналі Нацвідбору гурт заробив 14 балів (6 від журі та 8 від глядачів), і хлопці отримали шанс представляти країну на конкурсі.
14 травня 2022 року Kalush Orchestra став переможцем «Євробачення-2022», отримавши 439 балів від глядачів та 192 бали від журі (разом 631). Під час свого виступу учасники гурту закликали допомогти Маріуполю й людям на «Азовсталі». Організатори Євробачення-2022 сприйняли цей вчинок як гуманітарний, а не політичний заклик, і не стали дискваліфікувати колектив.

### Після Євробачення

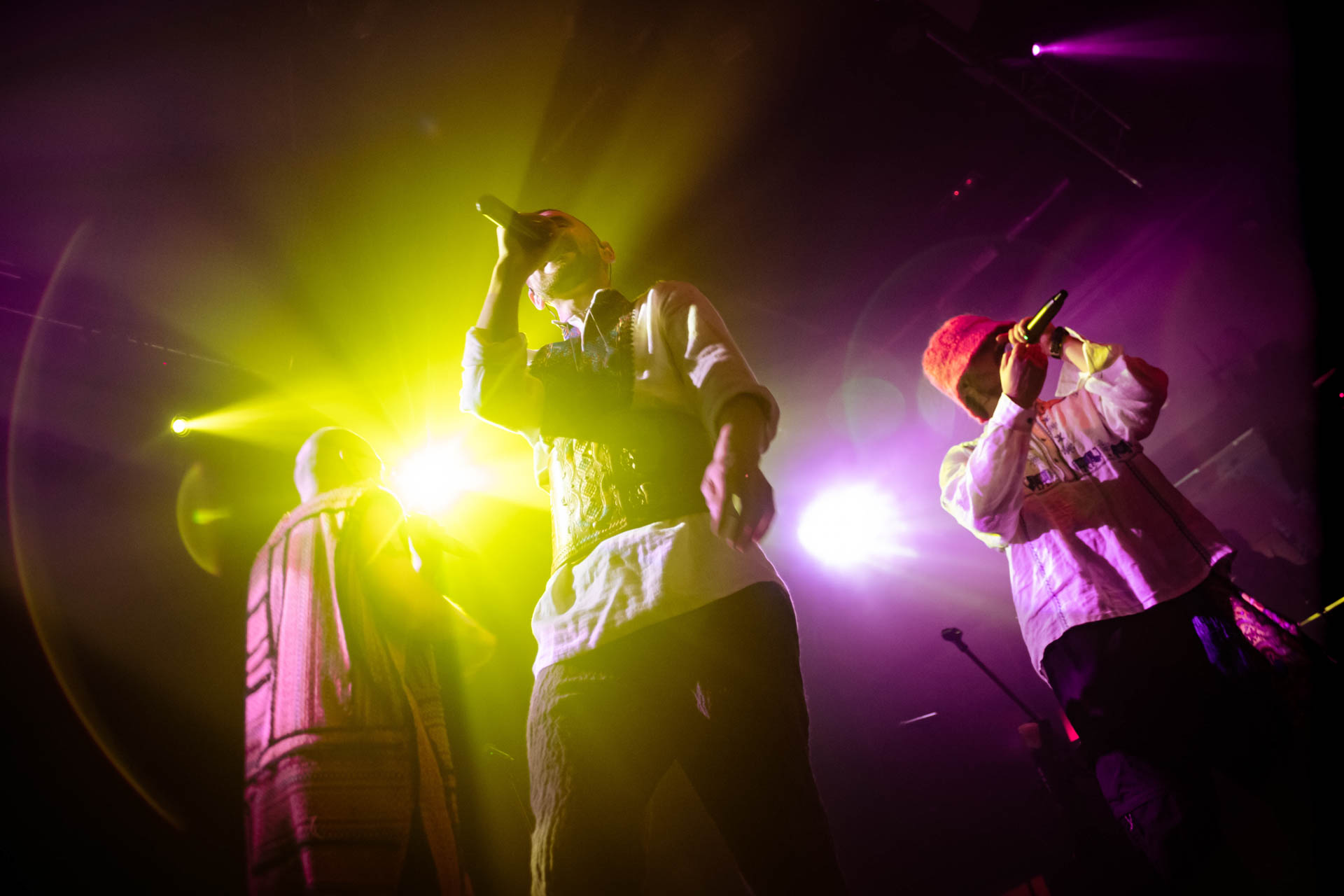
Kalush Orchestra 2022 Польща, вересень 2022

15 травня 2022 року вийшла нова відеоробота на пісню «Stefania», у якій автори підкреслили тему війни та те, як її переживають люди.
У листопаді 2022 гурт гастролював по Сполучених штатах Америки з туром, мав записані концертні сингли — «Тринда», «Сколихнулась», «Доле моя» та ремейк на пісню «О Мамо» Сальто назад.
Згодом після великого туру з нагоди перемоги на Пісенному конкурсі Євробачення 2022 гурт з двома піснями («Ой на горі» та «Стефанія») виступив на премії MTV Europe Music Awards 2022 як гість. Це був перший випадок, коли українська пісня лунала на церемонії цієї премії.
В жовтні 2022 року Kalush Orchestra та популярний фінський рок-гурт The Rasmus випустили відеокліп на спільну композицію під назвою «In the shadows of Ukraine» (в тіні України). В основу треку ліг найуспішніший світовий хіт фінського колективу «In the shadows».
В листопаді 2022 року Kalush Orchestra записали спільний трек та кліп з польським репером Szpaku — Nashe Domy (у перекладі з польської — «Наші будинки»). Пісня була записана двома мовами та передає солідарність поляків та їхню підтримку Україні у боротьбі з агресором.
У грудні 2022 року кавер Kalush Orchestra на українську новорічну колядку «Щедрівка» вийшов у збірці Spotify's Holidays collection.
У березні 2023 року гурт виступив на одному з найбільших та найавторитетніших американських фестивалів SXSW в Остіні, штат Техас, а потім вирушив у тур іншими містами США. У межах цих виступів музиканти продавали гітари, прикрашені власними автографами. У результаті вдалося зібрати майже 14 тисяч доларів. Усі кошти було передано на допомогу Україні.
Колектив дав близько 300 виступів у різних країнах Європи (Glastonbury Festival 2022, Lech Polish Hip-Hop, Music Awards, SBM Festival', Hullabaloo Festival, Het Grote Songfestival Fest, FOCUS IN THE PARK. 2023 SIBIU, Summer Sound Festival у Лієпаї, Латвії та Nantes Festival у Франції) та став гостем найрейтинговіших шоу та програми (інтерв'ю BBC Breakfast (1,5 мільйона щоденних аудиторій) і BBC World Service (щотижнева світова аудиторія 364 мільйони).
У квітні 2023 року у співпраці з канадським репером bbno$ випустили трек та кліп на пісню Ushme Uturbe. Протягом усього відео музиканти розміщують зображення герба України — синього щита із золотим тризубцем — на стінах і світлофорах міста.
12 липня 2023 гурт випустив два нових треки (пісні Chase та Human) в межах проєкту Spotify Singles. Треки були записані в Spotify Studios у Лос-Анджелесі.
14-го липня білборд з Spotify Singles з Kalush Orchestra з'явився на Times Squere.
У вересні 2023 року гурт випустив перший трек «Вогонь горить» без участі Олега Псюка. Реліз був присвячений експериментальному міні-туру, який пройшов в грудні 2023 року.
Наприкінці вересня та початку жовтня 2023 року гурт провів свій перший тур Україною. Тур складався з 12-ти концертів на яких традиційно збирали кошти на допомогу Україні.
В листопаді 2023 року гурт втретє провів тур Північною Америкою.
15 грудня 2023 року гурт випустив пісню «Це любов» та кліп на неї. У кліпі артисти були представлені у нових образах.
В лютому 2024 року гурт презентував трек та кліп на пісню "Янголом".
5 квітня 2024 гурт випустив пісню «Вітер виє» та кліп до неї.

## Благодійність
30 травня 2022 нагороду виграного конкурсу Євробачення 2022 — кришталевий мікрофон, «Kalush Orchestra» та Сергій Притула продали за 900 000$ на благодійному аукціоні. Кубок продавався вперше в своїй історії. Володарем кубку стала українська криптовалютна біржа WhiteBIT. Також на торгах була продана рожева панама соліста гурту, аукціон з якої зібрав 11 млн гривень. Благодійний фонд Сергія Притули заявив, що зібрані кошти будуть витрачені на безпілотний комплекс PD-2 для української армії.
Напередодні Дня Незалежності, 23 серпня 2022, Kalush Orchestra оголосив 24-годинний збір коштів по 24 гривні на реабілітацію захисників Маріуполя. Вдалося зібрати 5 млн грн.
З серпня 2022 року Kalush Orchestra стали амбасадорами проєкту «Збережіть українську культуру», започаткованого Міністерством культури та інформаційної політики та оператором Vodafone Україна. Гурт возить з собою на концерти унікальний QR, за допомогою якого збирає кошти для відбудови зруйнованих культурних пам'яток. 330 тисяч гривень Kalush Orchestra передав після виступу в США на відновлення музею Григорія Сковороди на Харківщині, який окупанти майже повністю спалили.
У березні 2023 року КИЛИММЕН стає артистом зіркового десанту Всеукраїнської громадської ініціативи адаптації дітей-переселенців «Амбасадор Дитинства» з надання психологічної і соціальної допомоги дітям – біженцям та дітям переселенцям.
30 березня 2023 року гурт Kalush Orchestra стали амбасадором воєнізованого підрозділу поліції «Лють».
В грудні 2023 року гурт разом з БФ «Peremoga» реалізували проєкт «Магічна пошта Святого Миколая», який мав на меті здійснити мрії дітей, які постраждали від війни. КИЛИММЕН власноруч обрав та відправив подарунки 50-ти діткам, загальною сумою близько 150 тис. грн.
Під час третього туру Північною Америкою у 2023 році гурт зібрав 990 225 тисяч грн на благодійність.
В січні 2024 року гурт разом з мережею магазинів ЕКО-маркет та БФ «Твоя опора» відкрили збір на очисні споруди для чистої питної води для Херсонської обласної лікарні. За місяць збір на 1,8 млн грн був закритий. В червні 2024 року споруди були встановлені у лікарні.

## Дискографія
- «Штомбер Вомбер» (2021)
- «Тринда» (за участю KOZAK SIROMAHA) (2021)
- «Стефанія» (2022)
- «Ой на горі» (2022)
- «Доле моя» (2022)
- «Сколихнулась» (2022)
- «О Мамо (за участю Сальто Назад)» (2022)
- «In the shadows of Ukraine (за участю The Rasmus)» (2022)
- «Naszy Domy (за участю Szpaku)» (2022)
- «Shchedrivka» (2022)[57]
- «Нумо Козаки (за участю KOZAK SIROMAHA)» (2022)
- «Changes» (2023)
- «Ushme Uturbe» (за участю Bbno$ та Diktav)" (2023)
- «In the fire» (2023)[58][59]
- «Chase» (в межах Spotify Singles) (2023)[36]
- «Human» (в межах Spotify Singles) (2023)[36]
- «Вогонь горить» (2023) (без участі Олега Псюка)[60]
- «Це любов» (2023)[61]
- «Янголом» (2024)[62]
- «Вітер виє» (2024)[47]

## Цікаві факти
- 6 жовтня 2022 року учасники гурту зустрілись з Арнольдом Шварцнеггером та сфотографували його у рожевому капелюсі[63]. Згодом Щварцнегер з'явився в кліпі гурту на пісню «Щедрий вечір».[64]. 16 травня 2023 року Kalush Orchestra за запрошенням Шварцнегера виступили на Austrian World Summit, засновником якого є актор.
- 10 квітня, 2023 року, компанія «Укрпошта» ввела в обіг нову поштову марку Kalush Orchestra у рідному місті фронтмена гурту Олега Псюка — Калуші Івано-Франківської області.[65][66][67]
- 13 травня 2023 року Kalush Orchestra відкрили гранд фінал Пісенного конкурсу «Євробачення» у Ліверпулі відкрили з номером «Voices of Generation» (Голоси покоління). У вступній частині прозвучала пісня «Stefania» в унікальній постановці. Пісня «пройшла» через різні місця від України до Ліверпуля, «подорожувала» світом від метро до камерних оркестрів. До реперів приєдналися світові зірки, включаючи британську суперзірку Джосс Стоун та Ендрю Ллойда Веббера. Також у перформансі взяла участь принцеса Уельська Кейт Міддлтон. У кадрі Мідлтон показали граючою на піаніно у супроводі Kalush Orchestra і Сема Райдера, який посів друге місце в «Євробаченні-2022». Окрім Стефанії, Kalush Orchestra представили свій новий англомовний сингл «Changes».[68][69]
- В грудні 2023 року гурт провів європейський міні-тур без участі фронтмена гурту Олега Псюка.[70]
- В травні 2022 року поїзд, який прямує за маршрутом Київ-Івано-Франківськ, отримав офіційну назву "Стефанія Експрес". Це перший у світі випадок, коли поїзд назвали на честь мами. Поїзд на вокзалах Києва, Калуша та Івано-Франківська зустрічають піснею "Стефанія", яку гурт виконав на пісенному "Євробачення-2022" в італійському Турині.[71]

## Нагороди
- 2022 — Переможець пісенного конкурсу Євробачення 2022

## Панорама

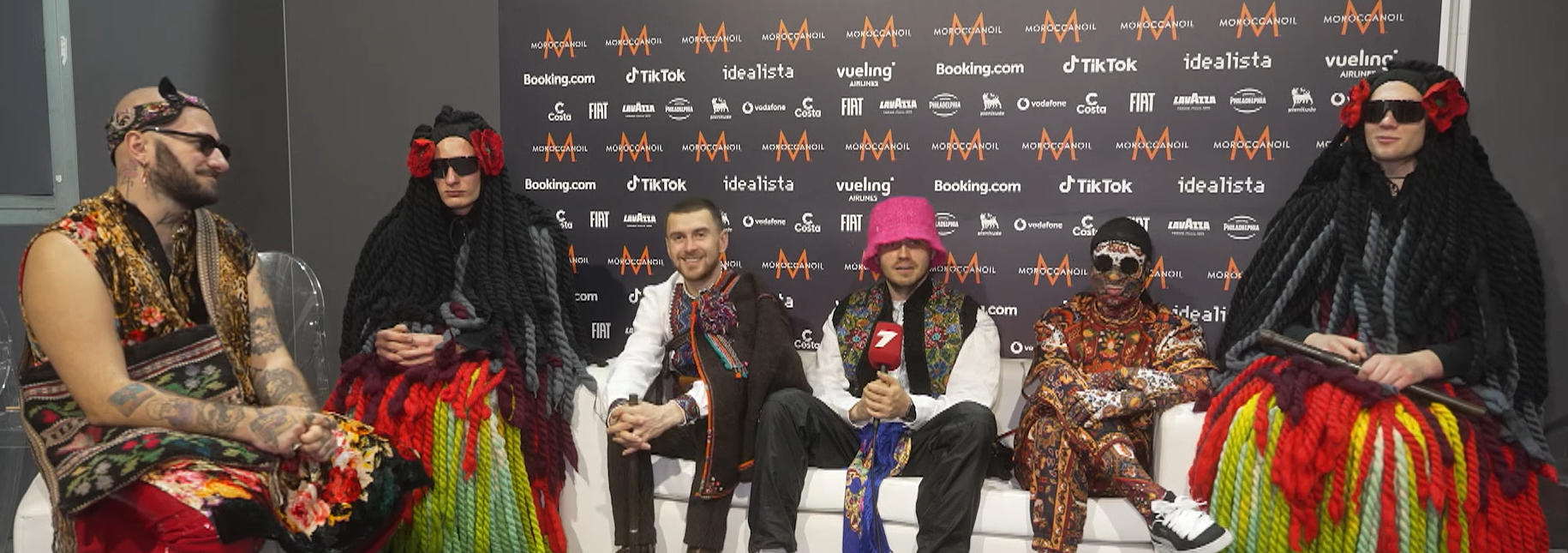
Напередодні виступу на Євробаченні 2022